# هاري بلين
هاري بلين (بالإنجليزية: Harry Blain)‏ هو تاجر أعمال فنية بريطاني، ولد في 12 سبتمبر 1967.